# CKS Czeladź (żużel)

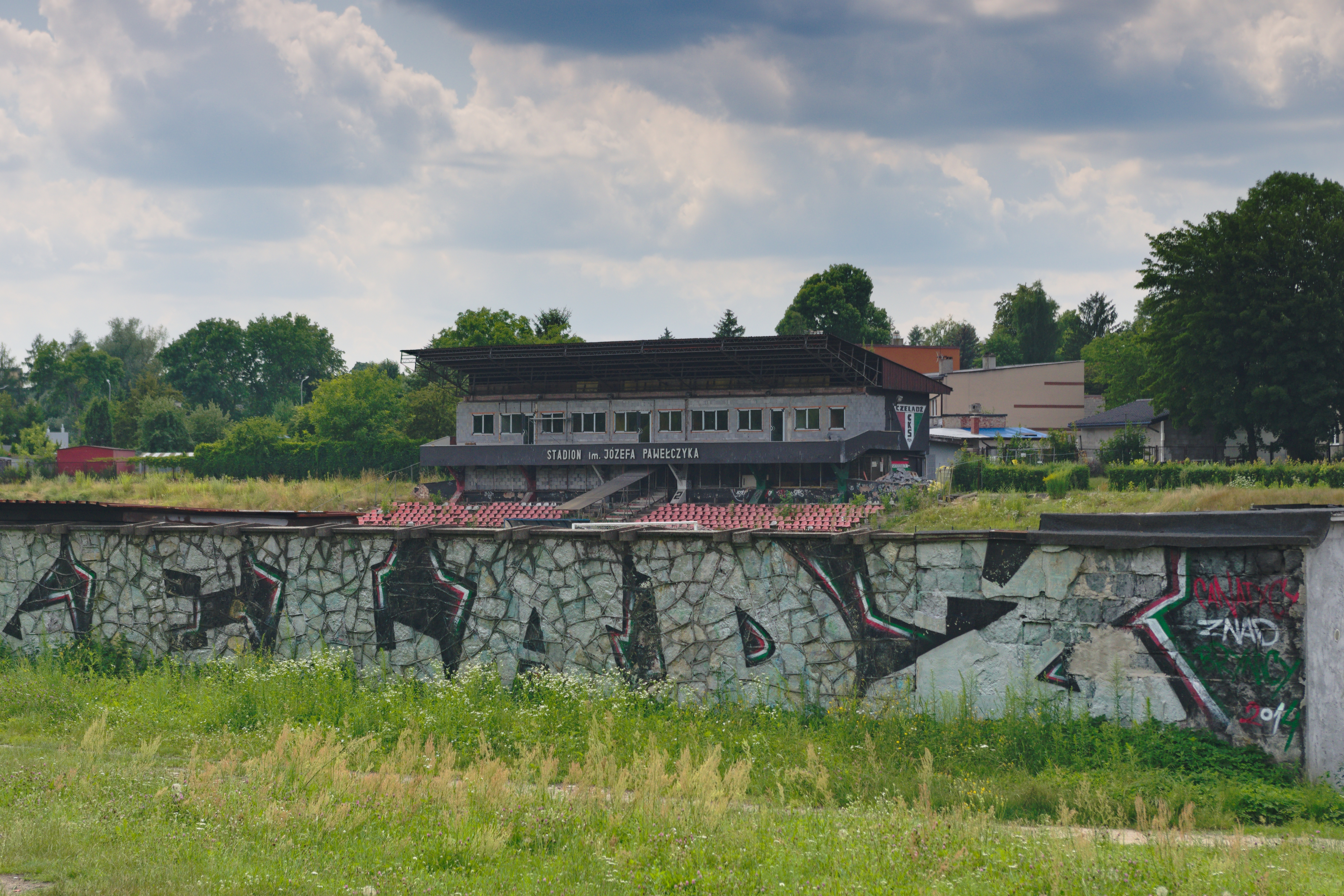
Stadion im. Józefa Pawełczyka w Czeladzi (2021)

CKS Czeladź – polski klub żużlowy z Czeladzi działający w latach 1947–1960. Od 1947 jako sekcja motocyklowa w klubie Brynica później od 1948 jako sekcja motorowo-żużlowa w KS Górnik Czeladź.  W latach 1956–1960 przystępował do udziału w rozgrywkach ligowych szczebla centralnego jako Górnik Czeladź (1956), CWK Czeladź (1957) oraz CKS Czeladź (1958–1960).

## Historia
W 1947 roku w klubie Brynica powstała pierwsza sekcja motocyklowa w Czeladzi. W 1948 roku w wyniku połączenia klubów CKS (zał. 1924) i Brynica utworzono KS Górnik Czeladź. W tym wielosekcyjnym klubie swoje miejsce znalazła także sekcja motorowo-żużlowa i rajdowa. Połączenie Brynicy i CKS-u nastąpiło przy okazji reorganizacji polskiego sportu na wzór radziecki, która miała miejsce na przełomie lat 40. i 50., jednak na fali polskiego października 1956 kluby w zdecydowanej większości powróciły do tradycyjnych nazw.
W pierwszej połowie lat 50. zawodnicy Górnika startowali w różnego rodzaju turniejach towarzyskich, zarówno drużynowych, jak i indywidualnych. W latach 1952–1953 czeladzianie przystąpili również do rozgrywek drużynowych mistrzostw Polski na maszynach przystosowanych. Był to czas, kiedy rozgrywki ligowe w Polsce na szczeblu centralnym ograniczone były do jednej ligi, w której występowały centralne sekcje żużlowe zrzeszeń sportowych. Liga zrzeszeniowa funkcjonowała w latach 1951–1954. Zmiany przyniósł rok 1954, kiedy to wiosną przeprowadzono pierwsze próby silnika polskiej konstrukcji. Dostępność motocykla FIS skonstruowanego w WSK Rzeszów zapoczątkowała drogę ku normalnym rozgrywkom ligowym już w 1955 roku.
Drużyna Górnika Czeladź została zgłoszona do ligowych rozgrywek w roku 1956. Akces do startu zgłosiły łącznie 24 drużyny, w związku z czym II ligę podzielono na dwie grupy. Górnik został zakwalifikowany do grupy „południe”, w której zajął 6. miejsce na koniec sezonu. Żużlowcy z Czeladzi po debiucie w II lidze szykowali się do następnego sezonu na drugoligowych torach, gdy tymczasem Główna Komisja Żużlowa podjęła decyzję o utworzeniu trzech klas rozgrywkowych – do nowo zgłoszonych zespołów miały dołączyć ekipy, które w swoich grupach zajęły miejsca 5–8.
Zlikwidowano dwie grupy drugoligowe, ale postanowiono, że znany z ubiegłorocznych rozgrywek format zostanie zastosowany na najniższym szczeblu. Czeladzianie przystąpili do rozgrywek w sezonie 1957 pod nową nazwą – CWK Czeladź. Na trzecioligowym froncie toczyli zaciętą walkę o awans z drużyną AMK Kraków. Lepsi, dzięki lepszemu bilansowi małych punktów, okazali się ostatecznie krakowianie. Los się jednak uśmiechnął do żużlowców z Czeladzi – po sezonie drużynę AMK rozwiązano, a w jej miejsce powstały dwie odrębne organizacje: Wanda Nowa Huta i Cracovia. W tych okolicznościach prawo startu na zapleczu I ligi w następnym sezonie uzyskał zespół czeladzki.
Do drugoligowych rozgrywek w roku 1958 drużyna przystępowała już pod nazwą CKS Czeladź. Zespół przed sezonem został wzmocniony pozyskanym z Górnika Rybnik Pawłem Dziurą. Przygoda z II ligą trwała jednak krótko. 8 czerwca podczas meczu CKS Czleladź – Kolejarz Rawicz grupa kibiców i działaczy usunęła z toru Jana Kolbera, natomiast 6 lipca podczas meczu CKS Czeladź – Tramwajarz Łódź po wykluczeniu przez sędziego Pawła Dziury (za zerwanie taśmy) doszło do chuligańskich ekscesów działaczy i zawodników. 5 sierpnia, na skutek wydarzeń, które miały miejsce podczas meczu z Tramwajarzem, GKŻ podjęła decyzję o zamknięciu stadionu w Czeladzi do końca sezonu, degradacji drużyny CKS-u do III ligi oraz dyskwalifikacji Pawła Dziury na 3 lata. Wyniki meczów z udziałem CKS zaś anulowano.
W 1959 roku zdegradowana do III ligi drużyna zajęła w niej ostatnie miejsce, niemniej jednak władze polskiego żużla zdecydowały się na likwidację trzecioligowego frontu i powrót do dwóch klas rozgrywkowych. W obliczu tej decyzji w 1960 roku CKS przystąpił do rozgrywek II ligi. Po kilku meczach drużyna została jednak wycofana z rozgrywek, a sekcja żużlowa rozwiązana.

## Sezony
| Sezon | Rozgrywki ligowe | Rozgrywki ligowe          | Rozgrywki ligowe | Uwagi                                                                           |
| Sezon | Liga             | Liga                      | Miejsce          | Uwagi                                                                           |
| ----- | ---------------- | ------------------------- | ---------------- | ------------------------------------------------------------------------------- |
| 1956  | II               | II liga (gr. „południe”)  | 6/8              | Spadek w wyniku reorganizacji rozgrywek – podjęto decyzję o utworzeniu III ligi |
| 1957  | III              | III liga (gr. „południe”) | 2/5              | Awans poprzez zajęcie wakującego miejsca                                        |
| 1958  | II               | II liga                   | –                | Klub został karnie zdegradowany do III ligi                                     |
| 1959  | III              | III liga                  | 8/8              | Awans w wyniku reorganizacji rozgrywek – podjęto decyzję o likwidacji III ligi  |
| 1960  | II               | II liga                   | –                | Klub wycofał się z rozgrywek                                                    |

| Poziom ligowy | Liczba sezonów | Sezony     |
| ------------- | -------------- | ---------- |
| II            | 1              | 1956       |
| III           | 2              | 1957, 1959 |